# Cobubatha monada
Cobubatha monada là một loài bướm đêm trong họ Noctuidae.